# Картон

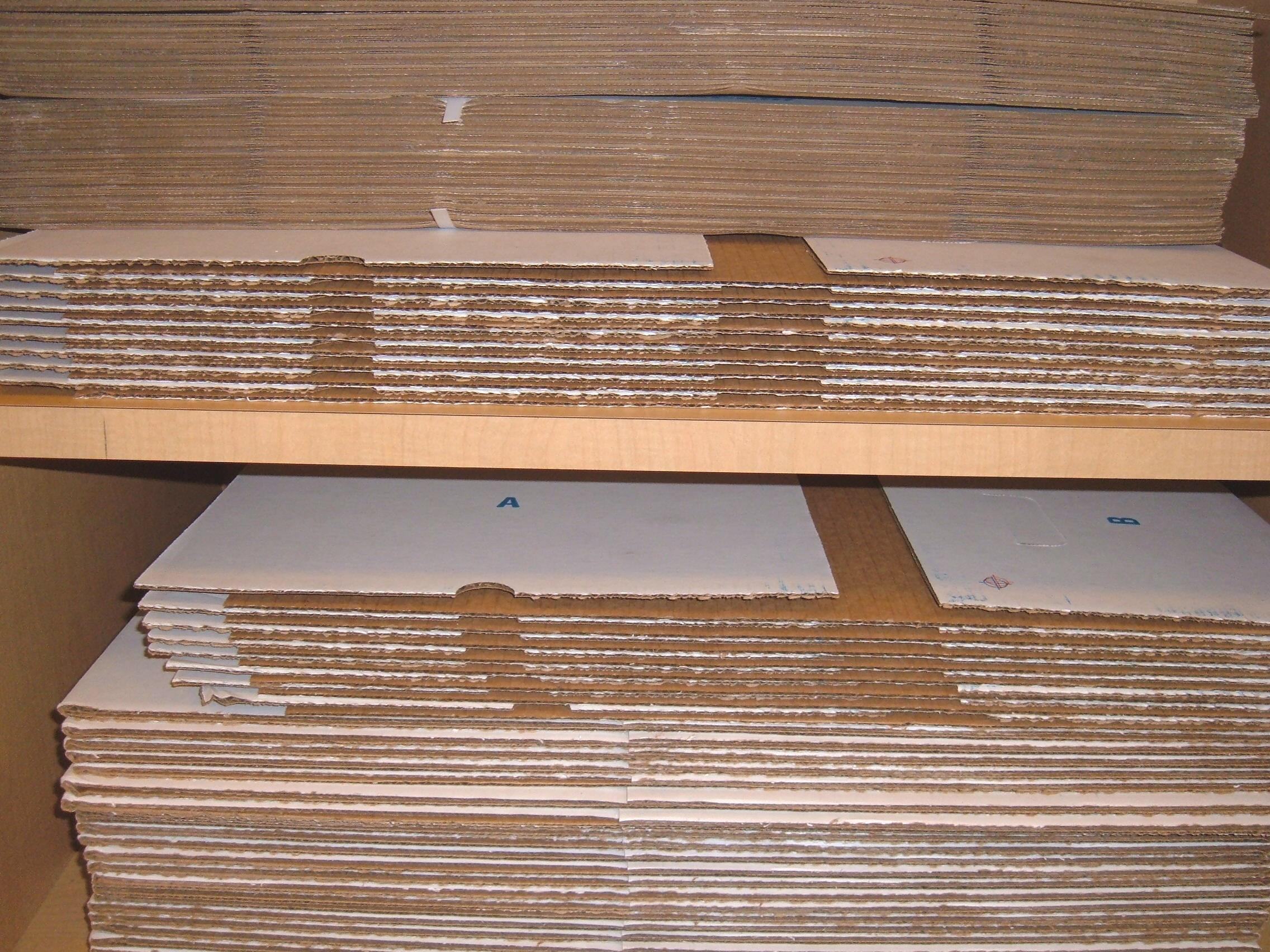
Стоси розібраних картонових коробок

Карто́н (фр. carton, від італ. cartone) або тектура, бібула — листовий, переважно рослинного походження матеріал, маса квадратного метра якого становить понад 200 грам.
Розрізняють картон:
- тарний;
- поліграфічний (палітурний, квитковий та ін.);
- як основу для малюнків та живопису;
- взуттєвий;
- будівельний (наприклад, облицювальний, стіновий);
- електроізоляційний
- Пресшпан тощо.

Картон виготовляють на картоноробних машинах, використовуючи волокнисті матеріали: буру деревну масу, напівцелюлозу, сульфатну целюлозу, макулатуру тощо.
Картон виготовлений з макулатури доволі міцний, але поверхня у нього не дуже гладка. Картон з ганчірної маси кращий, ніж макулатурний: він більш гладкий і міцний.

## Історія
Цей термін почав використовуватися з 1848 року, коли Анн Бронте згадала про це в своєму романі Незнайомка з Вілдфел-Холу . Брати Келлодж спочатку використовували картонні коробки для зберігання злакових кукурудзяних зернових культур, а пізніше, коли вони почали продавати її для широкої публіки, коробки обгорталися парафінованим папером, поміченним їх штампом.
Це ознаменувало початок розповсюдження коробок для збереження зернових. Ще одним піонером в галузі пакування була американська компанія Kieckhefer під керівництвом Джона В. Кікефефера, яка переважно використовувала контейнери для транспортування волокна, зокрема волокна, для картонних упаковок для молока.

## Джерело
- Українська радянська енциклопедія : у 12 т. / гол. ред. М. П. Бажан ; редкол.: О. К. Антонов та ін. — 2-ге вид. — К. : Головна редакція УРЕ, 1980. — Т. 5 : Кантата — Кулики. — 566, [2] с., [24] арк. іл. : іл., портр., карти + 1 арк с., стор. 52